# Lenox Lounge

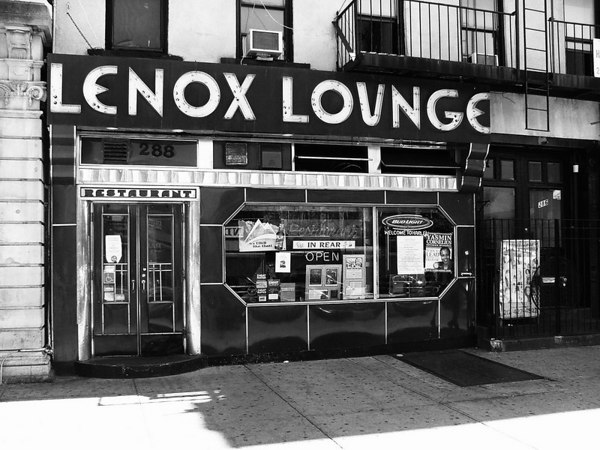
Il Lenox Lounge

Il Lenox Lounge è un locale storico di Harlem, a New York. Aperto nel 1939, è noto soprattutto perché vi si esibirono celebrità del jazz statunitense come Billie Holiday, Miles Davis e John Coltrane. Fra gli avventori più celebri del locale si contano anche James Baldwin e Langston Hughes, due fra i più noti autori del cosiddetto "Rinascimento di Harlem", e Malcolm X.
Il locale ebbe un periodo di declino intorno alla metà del Novecento, ma fu restaurato nel 1999. Nel 2001 e nel 2002 ricevette premi rispettivamente dalla New York Magazine e dal Zagat SurveyZagat Survey Nightlife Guide.
Nel 2012 il locale ha chiuso e l'edificio che lo ospitava nel 2017 è stato demolito. Gli arredi interni e la storica insegna sono stati salvati da Richard Notar, con l'intenzione di far rivivere il Lenox Lounge in un altro spazio.

## Nella cultura di massa
- Nel film del 2000 Shaft, il Lenoux Lounge è il luogo dove il protagonista John Shaft passa il proprio tempo libero
- Sia gli interni che la facciata del locale compaiono nel film American Gangster (2007) di Ridley Scott